# Strukturtyp
Als Strukturtyp fasst man Kristallstrukturen zusammen, die die gleiche Symmetrie, d. h., die gleiche Raumgruppe haben, und in denen jeweils die gleichen Punktlagen  besetzt sind (angegeben in der Wyckoff-Sequenz). Darüber hinaus müssen auch die Atomumgebungen (Koordinationspolyeder) übereinstimmen, was eine ungefähre Gleichheit der Achsenverhältnisse (Form der Elementarzelle) verlangt. Kristalline Substanzen, die zum gleichen Strukturtyp gehören, nennt man isotyp.
Die Stöchiometrie isotyper Substanzen muss übereinstimmen; die Art der Atome, der Charakter der Bindungen und die Atomabstände spielen dagegen für die Klassifizierung keine Rolle. Der Strukturtyp ist im Prinzip eine rein geometrische Angabe. Diese genügt aber, um Ordnung in unüberschaubar viele Verbindungen zu bringen. Darüber hinaus lassen sich über Strukturtypen und ihre zugehörige Symmetrie Verwandtschaftsverhältnisse aufzeigen.
Mit Strukturtypen lassen sich Kristallstrukturen klassifizieren, die aus Ionen, Atomen und Atomgruppen, wie z. B. die Sulfatgruppe SO42−, aufgebaut sind. Dagegen sind Strukturtypen für Molekülstrukturen, wie sie bei den meisten organischen Verbindungen auftreten, weniger geeignet.
So ist der Strukturtyp als ein Hilfsmittel zu einer solchen Ordnungsfindung in der Datenbank anorganischer Kristallstrukturen ICSD dokumentiert. Diese enthielt im November 2019 216.032 Einträge, von denen knapp 76 % in rund 9.400 Strukturtypen zusammengefasst sind.
Von hochsymmetrischen Strukturtypen leiten sich durch Symmetrieabbau häufig weitere Typen ab. Bei einigen Typen existieren ganze Stammbäume (z. B. beim Perowskit). Der höchstsymmetrische Typ ist dann der Aristotyp.

## Häufigste Strukturtypen
Die 20 häufigsten Strukturtypen haben in der ICSD jeweils über 1000 Vertreter und repräsentieren damit etwa 18 % aller Einträge. Es sind:
- NaCl (Kochsalz); zum Natriumchlorid-Typ gehören daneben noch Magnesiumoxid, Bleisulfid und rund 800 meist ionische Verbindungen, aber auch Verbindungen und Mischkristalle mit stark kovalentem Bindungsanteil.
- Spinell (MgAl2O4)
- GdFeO3 (symmetrieerniedrigter Perowskit)
- Cu2Mg (kubische Laves-Phase)
- CaTiO3 (kubischer Perowskit)
- CeAl2Ga2 (auch BaGa4)
- CsCl
- Cu (kubisch dichteste Kugelpackung)
- ZnS (Sphalerit, Zinkblende-Struktur)
- AuCu3 (Auricuprid, geordnet besetzter Cu-Typ)
- LaAlO3 (ein anderer Perowskit)
- CaF2 (Fluoritstruktur)
- MgZn2 (hexagonale Laves-Phase)
- Heusler-AlCu2Mn
- CuFeO2 (Delafossit)
- bcc-W (kubisch innenzentriert)
- CaCu5
- TiNiSi/MgSrSi
- hcp-Mg (hexagonal dichteste Kugelpackung)
- ZnNiAl/Fe2P.

## Nomenklatur
Die Strukturtypen werden üblicherweise nach einer Substanz (Element, Verbindung oder Mineral) benannt.

### Strukturbericht-Bezeichnungen
Eine andere Nomenklatur wird seit 1923 in den Strukturberichten verwendet (bis 1939). Diese Nomenklatur ist international unter dem deutschen Namen gebräuchlich (frz. notation Strukturbericht, engl. Strukturbericht designation) und wird vor allem in der Metallurgie noch häufig benutzt.
Die Nomenklatur der Strukturberichte teilt die Strukturtypen nach der Zusammensetzung in Gruppen ein, die durch Großbuchstaben bezeichnet sind. Innerhalb der Gruppen wurden die Strukturtypen nach der Reihenfolge der Entdeckung durchnummeriert. Die Strukturberichte enden 1939. Nach 1945 wurden sie als Structure Reports fortgesetzt, aber ohne weitere Namen für Strukturtypen zu vergeben.
- A: Elemente

- B: AB-Verbindungen
- C: AB2-Verbindungen
- D: AmBn-Verbindungen

- E: mehr als 2 Elemente ohne ausgesprochene Komplexbildung
- F: mit zwei- oder dreiatomigen Komplexen
- G: mit vieratomigen Komplexen
- H: mit fünfatomigen Komplexen

- L: Legierungen
- M: Mischkristalle
- O: organische Verbindungen
- S: Silikate.

### Pearson-Symbole
Eine andere Methode der Beschreibung von Strukturtypen sind die Pearson-Symbole. Sie geben das Bravais-Gitter und die Anzahl der Atome je (standardisierte) Elementarzelle an. Da die Atome aber an verschiedenen Positionen sitzen können, reichen die Pearson-Symbole alleine nicht aus, um Strukturtypen voneinander abzugrenzen. Für eine weitere Unterscheidung wird die Wyckoff-Sequenz benutzt, die die besetzten Punktlagen beschreibt.
Strukturen, die die gleiche Wyckoff-Sequenz und das gleiche Pearson-Symbol besitzen, werden isopointal genannt. Isopointale Strukturen lassen sich in der Datenbank ICSD suchen. Für eine weitere Abgrenzung müssen dann weitere Kriterien herangezogen werden wie Achsenverhältnisse, beta-Winkel, ANX-Formeln, nötige und ausgeschlossenen chemische Elemente.

## Ausgewählte Strukturtypen
| Bezeichnung in den Strukturberichten            | Strukturtyp, Hauptvertreter (Prototyp)                                                  | Raumgruppe                           | Pearson- Symbol | Weitere Beispiele   | Anzahl in der ICSD a) (März 2020) |
| ----------------------------------------------- | --------------------------------------------------------------------------------------- | ------------------------------------ | --------------- | ------------------- | --------------------------------- |
| A                                               |                                                                                         |                                      |                 |                     |                                   |
| Ah                                              | α-Polonium, Po kubisch primitives Gitter (sc)                                           | Pm3m (Nr. 221)                       | cP1             |                     | 43                                |
| A1                                              | Kupfer, Cu kubisch flächenzentriertes Gitter (fcc) kubisch dichteste Kugelpackung (ccp) | Fm3m (Nr. 225)                       | cF4             | γ-Eisen, Gold       | 1728                              |
| A2                                              | Wolfram, W kubisch raumzentriertes Gitter (bcc)                                         | Im3m (Nr. 229)                       | cI2             | Vanadium, V α-Eisen | 1146                              |
| A3                                              | Magnesium, Mg hexagonal dichteste Kugelpackung (hcp)                                    | P63/mmc (Nr. 194)                    | hP2             | Cobalt, Co          | 1049                              |
| A3'                                             | α-Lanthan, La dhcp-Struktur                                                             | P63/mmc (Nr. 194)                    | hP4             | Nd, Cf              | 81                                |
| A4                                              | Diamant, C                                                                              | Fd3m (Nr. 227)                       | cF8             | Silicium, Si        | 156                               |
| A5                                              | β-Zinn, Sn                                                                              | I41/amd (Nr. 141)                    | tI4             | NbRu                | 105                               |
| A6                                              | Indium, In                                                                              | I4/mmm (Nr. 139)                     | tI2             | MnNi                | 81                                |
| A7                                              | Arsen, As                                                                               | R3m (Nr. 166)                        | hR2             | Bi, AsSb            | 105                               |
| A8                                              | Graues Selen, Se                                                                        | P3121 (Nr. 152) oder P3221 (Nr. 154) | hP3             | α-Tellur, Te        | 45                                |
| A9                                              | Graphit, C                                                                              | P63/mmc (Nr. 194)                    | hP4             | BN                  | 14                                |
| A12                                             | α-Mangan, Mn                                                                            | I43m (Nr. 217)                       | cI58            | Er5Mg24, Al12Mg17   | 126                               |
| A13                                             | β-Mangan, Mn                                                                            | P4132 (Nr. 213)                      | cP20            | Fe2Re3, Mg3Ru2      | 53                                |
| A14                                             | Iod, I2                                                                                 | Cmce (Nr. 64)                        | oS8             | Br2                 | 26                                |
| A15                                             | Cr3Si                                                                                   | Pm3n (Nr. 223)                       | cP8             | V3Si, Nb3Sn, Nb3Ge  | 655                               |
| B                                               |                                                                                         |                                      |                 |                     |                                   |
| B1                                              | Natriumchlorid (NaCl)                                                                   | Fm3m (Nr. 225)                       | cF8             | FeO, PbS            | 4798                              |
| B2                                              | Caesiumchlorid (CsCl)                                                                   | Pm3m (Nr. 221)                       | cP2             | FeAl, NiAl          | 1734                              |
| B3                                              | Sphalerit-Typ (ZnS)                                                                     | F43m (Nr. 216)                       | cF8             | BP, InAs, CuI       | 1595                              |
| B4                                              | Wurtzit-Typ (ZnS)                                                                       | P63mc (Nr. 186)                      | hP4             | GaN                 | 713                               |
| B8                                              | Nickelarsenid (NiAs) (Nickelin)                                                         | P63/mmc (Nr. 194)                    | hP4             | PdTe, FeSe          | 680                               |
| C                                               |                                                                                         |                                      |                 |                     |                                   |
| C1                                              | Fluorit (CaF2)                                                                          | Fm3m (Nr. 225)                       | cF12            | SrCl2, Li2O         | 1301                              |
| C2                                              | Pyrit (FeS2)                                                                            | Pa3 (Nr. 205)                        | cP12            | PtP2, SiP2          | 337                               |
| C3                                              | Cuprit (Cu2O)                                                                           | Pn3m (Nr. 224)                       | cP6             | Pb2O, Ag2O          | 42                                |
| C4                                              | Rutil (TiO2)                                                                            | P42/mnm (Nr. 136)                    | tP6             | MgF2                | 752                               |
| C5                                              | Anatas (TiO2)                                                                           | I41/amd (Nr. 141)                    | tI12            | TiNF                | 63                                |
| C6                                              | Cadmiumiodid (CdI2)                                                                     | P3m1 (Nr. 164)                       | hP3             | VCl2, Ti2O, SnS2    | 261                               |
| C7                                              | Molybdänit (MoS2(4H))                                                                   | P63/mmc (Nr. 194)                    | hP6             | Pt2B, TaReSe4       | 81                                |
| C8                                              | β-Quarz (SiO2) (Hochquarz, >846 K)                                                      | P6222 (Nr. 180)                      | hP9             | BeF2                | 24                                |
| C8a                                             | α-Quarz (SiO2) (Tiefquarz, <846 K)                                                      | P3121 (Nr. 152)                      | hP9             | GrO2                | 176                               |
| C9                                              | Cristobalit (SiO2)HT                                                                    | Fd3m (Nr. 227)                       | cF24            |                     | 75                                |
| C10                                             | Tridymit (SiO2)HT                                                                       | P63/mmc (Nr. 194)                    | hP12            |                     | 9                                 |
| C14                                             | MgZn2 hexagonale Laves-Phase                                                            | P63/mmc (Nr. 194)                    | hP12            | Np5Si3U4, HoMg2     | 1251                              |
| C15                                             | Cu2Mg kubische Laves-Phase                                                              | Fd3m (Nr. 227)                       | cF24            | Al2Ca, CsBi2        | 2704                              |
| C18                                             | Markasit (FeS2)                                                                         | Pnnm (Nr. 58)                        | oP6             | RuP2, RuAs2         | 199                               |
| C19                                             | Cadmiumchlorid (CdCl2)                                                                  | R3m (Nr. 166)                        | hR3             | Ho2C anti-Typ       | 45                                |
| C21                                             | Brookit (TiO2)                                                                          | Pbca (Nr. 61)                        | oP24            | HfO2                | 24                                |
| D                                               |                                                                                         |                                      |                 |                     |                                   |
| D02                                             | Skutterudit (CoAs3)                                                                     | Im3 (Nr. 204)                        | cI32            | NiP3, ReO3          | 126                               |
| D51                                             | Korund (Al2O3)                                                                          | R3c (Nr. 167)                        | hR10            | Ti2O3               | 398                               |
| D58                                             | Stibnit (Antimonit, Sb2S3)                                                              | Pnma (Nr. 62)                        | oP20            | Sc2As3, Sc3P2       | 167                               |
| E                                               |                                                                                         |                                      |                 |                     |                                   |
| E11                                             | Chalkopyrit (CuFeS2)                                                                    | I42d (Nr. 122)                       | tI16            | ZnGeP2, ZnSiP2      | 612                               |
| E21                                             | Perowskit (ideal) (CaTiO3)                                                              | Pm3m (Nr. 221)                       | cP5             | CsHgF3, KCoF3       | 2685                              |
| E22                                             | Ilmenit (FeTiO3)                                                                        | R3 (Nr. 148)                         | hR10            | LiNbO3, NaMnCl3     | 268                               |
| F                                               |                                                                                         |                                      |                 |                     |                                   |
| F51                                             | Delafossit (CuFeO2)                                                                     | R3m (Nr. 166)                        | hR4             | RbHoO2, NaCrS2      | 1147                              |
| G                                               |                                                                                         |                                      |                 |                     |                                   |
| G01                                             | Calcit (CaCO3)                                                                          | R3c (Nr. 167)                        | hR10            | LuBO3, NaNO3        | 312                               |
| G02                                             | Aragonit (CaCO3)                                                                        | Pnma (Nr. 62)                        | oP20            | KNO3                | 125                               |
| H                                               |                                                                                         |                                      |                 |                     |                                   |
| H11                                             | Spinell (MgAl2O4)                                                                       | Fd3m (Nr. 227)                       | cF56            | Fe3O4, MgCr2S4      | 4148                              |
| H2                                              | Baryt (BaSO4)                                                                           | Pnma (Nr. 62)                        | oP24            | CsGaBr4, KBF4       | 172                               |
| L                                               |                                                                                         |                                      |                 |                     |                                   |
| L11                                             | AuCu                                                                                    | P4/mmm (Nr. 123)                     | tP2             | LiBi, HgPd          | 133                               |
| L12                                             | Auricuprid (Cu3Au)                                                                      | Pm3m (Nr. 221)                       | cP4             | NpSi3, In3Lu        | 1522                              |
| L21                                             | Heusler-Phase (AlCu2Mn)                                                                 | Fm3m (Nr. 225)                       | cF16            | Li3Sb               | 1203                              |
| S                                               |                                                                                         |                                      |                 |                     |                                   |
| S11                                             | Zirkon (ZrSiO4)                                                                         | I41/amd (Nr. 141)                    | tI24            | LuVO4, LuPO4        | 386                               |
| S12                                             | Forsterit (Mg2SiO4, siehe auch Olivingruppe)                                            | Pnma (Nr. 62)                        | oP28            | NaCdPO4, Na2BaF4    | 867                               |
| S14                                             | Granat, Grossular (Al2Ca3Si3O12)                                                        | Ia3d (Nr. 230)                       | cI160           | Fe5Tb3O13           | 737                               |
| S21                                             | Thortveitit (Sc2Si2O7)                                                                  | C2/m (Nr. 12)                        | mS22            | Mg2As2O7            | 67                                |
| S6                                              | Analcim (NaAlSi2O6H2O)                                                                  | I43d (Nr. 220)                       | cI208           | NaGaSi2O6H2O        | 22                                |
| S62                                             | Sodalith (Na8Al6Si6O24Cl2)                                                              | P43n (Nr. 218)                       | cP46            | Mg3(BeSiO4)2S       | 365                               |
| a) Die Anzahl enthält auch Mehrfachbestimmungen |                                                                                         |                                      |                 |                     |                                   |

## Zugehörige Begriffe
AnisotypieNeben der Isotypie existiert noch eine Anisotypie. Hierbei sind die Plätze von Kationen und Anionen vertauscht, als Beispiel seien Calciumfluorid (CaF2) und Lithiumoxid (Li2O) genannt. Li2O kristallisiert im Anti-CaF2-Typ
AristotypIst die idealisierte Stammstruktur, von der sich die gegebene Struktur durch Symmetrieabbau ableitet. So gilt der Cu-Typ als der Aristotyp des AuCu3-Typs oder der CaTiO3-Typ als der des GdFeO3-Typs.
HomöotypieIm strengen Sinne sind zwei Kristallstrukturen nur bei analoger chemischer Summenformel, gleicher Symmetrie (Raumgruppe) und weitgehender Ähnlichkeit in der Atomanordnung isotyp. Für Kristalle, die dem zwar nicht voll entsprechen, aber trotzdem in ihren Strukturen sehr ähnlich sind, wurde der Begriff Homöotypie geprägt. So sind beispielsweise die Kohlenstoffmodifikation Diamant und Sphalerit (ZnS), Calcit (CaCO3) und Dolomit (CaMg(CO3)2) sowie Quarz (SiO2) und Berlinit (AlPO4) homöotyp.
IsopointalAls isopointal werden zwei Strukturen bezeichnet, die in Pearson-Symbol und Wyckoff-Sequenz übereinstimmen. Trotzdem können sie zu verschiedenen Strukturtypen gehören.
IsotypieAls isotyp oder auch isostrukturell (von altgriechisch ἴσος ísos "gleich", und altgriechisch τύπος týpos "Wesen, Charakter") werden Substanzen bezeichnet, die zum selben Strukturtyp gehören. Der Gegensatz ist Heterotypie.
PolytypieBezeichnet zum einen das Phänomen, dass eine Substanz in verschiedenen Stapelfolgen schichtartiger Struktureinheiten auftreten kann, wie z. B. beim ZnS. Zum anderen kann dieselbe Substanz in verschiedenen Strukturtypen auftreten, verursacht durch Druck- oder Temperaturänderung. So ist die Hochdruckform von Kohlenstoff der Diamant, während bei Normaldruck der Graphit stabil ist.
Wyckoff-SequenzIn den International Tables for Crystallography sind u. a. die 230 Raumgruppen mit ihren verschiedenen Punktlagen aufgelistet. Die Punktlagen sind alphabetisch durchnummeriert. Den Buchstaben a bekommt die Lage mit der höchsten Symmetrie, meist im Nullpunkt 0 0 0 der Zelle gelegen. Die allgemeine Lage x y z ohne Eigensymmetrie bekommt den höchsten Buchstaben. In der Wyckoff-Sequenz wird angegeben, welche Lagen wie oft besetzt sind. So hat der NaCl-Typ die Wyckoff-Sequenz "b a". Die Wyckoff-Sequenz ist nicht ganz eindeutig, sondern bei einigen Raumgruppen abhängig von der Nullpunktswahl. So geht die Wyckoff-Sequenz des Spinelltyps "e d a" bei einer Verschiebung um 0.5 0.5 0.5 über in "e c b". Um solche Mehrdeutigkeiten zu vermeiden, sollten vor einem Vergleich die Strukturen standardisiert werden (z. B. mit dem Programm Structure Tidy).